# Petronela Golasiowa
Petronela Golasiowa także Golaszowa (ur. 28 maja 1851 w Dziewkowicach, zm. 26 listopada 1935 w Chorzowie) – polska działaczka plebiscytowa w czasie plebiscytu w 1921 na Górnym Śląsku, wieloletnia przewodnicząca Towarzystwa Polek w Królewskiej Hucie.

## Biografia
Petronela z Michalskich, primo voto Medyjasowa, urodziła się 28 maja 1851 roku w Dziewkowicach w powiecie strzeleckim. W 1871 wyszła za mąż i przeniosła się do Klimsawiese. W jej prywatnym domu odbywały się próby chóru „Wanda”, nauczanie języka polskiego dla dzieci i młodzieży z okolicy, pogadanki oświatowe, przedstawienia teatralne, a także zebrania założonego przez nią „Katolickiego Związku bł. Bronisławy”. Związek liczył w okresie plebiscytu 600 członkiń.
Golasiowa była zaangażowana w życie polityczne Górnego Śląska w okresie powstań śląskich i plebiscytu. Występowała na wielu wiecach kobiet polskich. W latach 1918–1920 była członkinią Powiatowej Rady Ludowej na miasto Królewską Hutę i Nowe Hajduki. W 1922 była w grupie osób oficjalnie witających wkraczające do Królewskiej Huty oddziały Wojska Polskiego. Rok później witała przybywającego do Chorzowa prezydenta RP Stanisława Wojciechowskiego.
Za swoją działalność była przez Niemców szykanowana, a jej dom obrzucano kamieniami. Zmarła na Klimzowcu 26 listopada 1935, przeznaczywszy swoje dobra na potrzeby miejscowej franciszkańskiej parafii. Została pochowana w Chorzowie, na cmentarzu parafii św. Jadwigi Śląskiej przy ul. Michała Drzymały.

## Upamiętnienie
Jest jedną z 30 bohaterek wystawy pt. „60 na 100. SĄSIADKI. Głosem Kobiet o powstaniach śląskich i plebiscycie” poświęconej roli kobiet w śląskich zrywach powstańczych i akcji plebiscytowej (2019). Koncepcję wystawy, scenariusz i materiały przygotowała Małgorzata Tkacz-Janik, a grafiki Marta Frej.